# 54182 Galsarid
54182 Galsarid este o planetă minoră (asteroid), cu un diametru de 6,805 km, din centura de asteroizi. A fost descoperită pe 26 aprilie 2000 la Stația Anderson Mesa de Lowell Observatory Near-Earth-Object Search și a fost numită după Gal Sarid⁠(d). 
Obiectul prezintă o orbită caracterizată de o semiaxă mare de 3,140235306951 UAi, o excentricitate de 0,12419103630345, o înclinație de 1,2333850977265 ° în raport cu ecliptica.